# Dostojevskaja (metrostation Sint-Petersburg)
Dostojevskaja (Russisch: Достоевская) is een station van de metro van Sint-Petersburg. Het station maakt deel uit van de Pravoberezjnaja-lijn en werd geopend op 30 december 1991. Het metrostation bevindt zich in het centrum van Sint-Petersburg en dankt zijn naam aan het nabije Dostojevskimuseum. Station Dostojevskaja vormt een overstapcomplex met het aangrenzende station Vladimirskaja op de Kirovsko-Vyborgskaja-lijn (lijn 1).
Het station ligt 62 meter onder de oppervlakte en beschikt over een perronhal met zuilen. De toegang tot het metrostation bevindt zich aan de westzijde van het Vladimirskaja-plein. Aan de zuilen van de perronhal zijn lantaarns in 19e-eeuwse stijl aangebracht.